# La Crouzille

La Crouzille este o comună în departamentul Puy-de-Dôme, Franța. În 1 ianuarie 2022 avea o populație de 259 de locuitori.